# Williams Driver Academy
De Williams Driver Academy is een initiatief van het Formule 1-team Williams om jong talent te ontwikkelen. Verschillende coureurs worden gesteund door het team.
Vier coureurs die deel uitmaakten van de Williams Driver Academy hebben de overstap gemaakt naar de Formule 1: Lance Stroll, Nicholas Latifi, Logan Sargeant en Franco Colapinto. Allemaal begonnen zij hun Formule 1-carrière bij Williams. Ook Jack Aitken reed een Formule 1-race bij Williams als vervangend coureur.

## Coureurs
- Coureurs vetgedrukt zijn nog aangesloten bij de Williams Driver Academy. Coureurs schuingedrukt hebben minstens één Formule 1-race gereden.

| Coureur            | Jaren   |
| ------------------ | ------- |
| Jack Aitken        | 2020-21 |
| Lia Block          | 2023-25 |
| Oleksandr Bondarev | 2023-25 |
| Luke Browning      | 2023-25 |
| Jamie Chadwick     | 2019-23 |
| Franco Colapinto   | 2023-24 |
| Alessandro Giusti  | 2024-25 |
| Oliver Gray        | 2022-23 |
| Will Green         | 2025    |
| Dean Hoogendoorn   | 2024-25 |
| Nicholas Latifi    | 2019    |
| Victor Martins     | 2025    |
| Sara Matsui        | 2024-25 |
| Roy Nissany        | 2020-22 |
| Zak O'Sullivan     | 2022-24 |
| Lucas Palacio      | 2024-25 |
| Oliver Rowland     | 2018    |
| Logan Sargeant     | 2021-22 |
| Lance Stroll       | 2016    |
| Dan Ticktum        | 2020-21 |